# Гастропареза
Гастропареза или одложено пражњење желуца поремећај је у функционисању желуца у коме је нарушено нормално спонтано кретање мишића (мотилитет) па је потребан дужи период да овај дигестивни орган правилно испразни храну.  
Узрок гастропарезе је обично непознат. Понекад је то компликација шећерне болести, или код неких особа компликација након операције или инфективне болести. Одређени лекови, као што су опиоиди, лекови против болова, неки антидепресиви и лекови за висок крвни притисак и антиалергици, могу довести до спорог пражњења желуца и изазвати сличне симптоме. Код пацијенат који већ имају гастропарезу, ови лекови могу погоршати њихово здравствено стање.
Гастропареза је праћена  различитим симптома попут мучнине, повраћања, осећајем пуног желуца и спорог пражњења. Такође гастропареза може пореметити  ниво  шећера у крви и исхрану. 
Како гастропареза може бити последица бројних проблема не постоји адекватан лек за гастропарезу, већ се медицински третман заснива на симптоматској терапији и промени у исхрани.

## Патофизиологија желуца
Да би  разумели гастропарезу, прво се мора схватити нормална функцију желуца. Горњи део желуца у коме се скупљају прогутана храна и течност,  назива се фундус, Доњи део  у коме се меље храна се назива антрум. Храна се меша напред-назад док се не разбије на мале фрагменте, а затим се гура у дуоденум.
У горњем делу желудац има пејсмејкер, одговоран за електрични талас који се шири кроз антрум, узрокујући да се он скупи, меље храну и избацује уситњене делове  у дуоденум. Нормална брзина контракције је отприлике 3 пута у минути. 
Код гастропарезе, електрични талас, из непознатог разлога, успорава напред наведене активности и желудац се ређе скупља остављајући храну у њему. У овом поремећају  желудац се углавном ослања на киселе желудачне сокове и дигестивне ензиме да разгради храну и на гравитацију за пражњење желуца. Како ови механизмиу сами по себи нису много ефикасни, отуда и симптоми гастропарезе.
Ако се храна предуго задржава у желуцу, то може изазвати тегобе и прекомерни раст бактерија услед ферментације хране. Такође, храна може да се стврдне у чврсте масе зване безоари који могу изазвати мучнину, повраћање и опструкцију. Безоари могу бити опасни ако блокирају пролаз хране у танко црево.

## Епидемиологија
Морбидитет
Иако је гастроптоза ретка болест која може да утиче на све узрасте и оба пола,  све чешће се сусреће у клиничкој пракси као одложено пражњење желуца након акутне самоограничене вирусне инфекције у одсуству механичке опструкције,, која погађа  и до 4% америчке популације.
Полне и старосне разлике
Жене у 20-им и 30-им годинама подложније су одложеном пражњењењу желуца, и то према једној студији и до 4 пута више у односу на мушкарце.
Код деце трајање болести је краће, а ток болести блажи, док код адолесцената и одраслих, трајање клиничких симптома може бити веома продужено.
Једна студија на 146 америчких пацијената са гастропарезом открила је да је просечна старост пацијената била 34 године са 82% погођених жена, док је друга студија открила да су пацијенти били млади или средњих година и до 90% су биле жене.

## Етиологија
Тачан узрок гастропарезе није познат, али се претпоставља да је повезан са поремећеном регулацијом нервних сигнал у трбуху, која настаје под утицајем разних чинилаца, тако да желудац не може адекватно да реагује на унети оброк хране.

### Врсте
Већина  гастропареза се уклапа у једну од следећих категорија:
- идиопатска или непозната гастропареза, код које у више у 50% случајева  није могуће утврдити узрок
- гастропареза повезана са некотролисано шећерном болести типа 1 или типа 2, у ко 30–50%, јер висок ниво шећер у крви може да оштети живце током времена.
- постхируршка гастропареза, која укључује желудац или друге органе за варење  настаје као последица промена у нервним сигналима у трбуху. Јавља се у око 13% случајева.
- гастропареза због имуносупресије праћене вирусним инфекцијама које укључује и гастроинтестинални тракт,
- пролазна гастропареза код акутних болести било које врсте, као последица одређених третмана или уноса лекова који утичу на варење хране,
- гастропареза изазвана абнормалним обрасцем у исхрани. Симптоми су скоро идентични онима код ниског нивоа желудачне киселине,Зато већина лекара у терапијиа обично препоручује суплементацију хлороводоничне киселине пре него што пређу на инвазивне процедуре потребне за потврђивање оштећеног нерва.[6]
- гастропареза код карцинома,  због неуропатије изазване хемотерапијом,[7]
- гастропареза у току процедура  као што су целијакијски блокови,
- гастропареза у паранеопластичкој неуропатија или миопатија,
- гастропареза након алогене трансплантације коштане сржи.[8]
- гастропареза након уноса опоидних и антидепресивних лекова, и леков за алергије, заједно са онима за високи  крвни притисак.[9]

- гастропареза код болесника са оболелом надбубрежном и штитном жлездом.[10]
- гастропареза   повезана са болестима везивног ткива као што су склеродерма и неуролошка стањима као што су Паркинсонова болест и мултипла системска атрофија,[11]  или као део митохондријалне болести.
- гастропареза изазвана уносом опиоиди и антихолинергични лекови могу изазвати гастропарезу изазвану лековима.
- гастропареза код прекомерног пушење цигарета.[9]
- гастропареза изазвана гастроентеритисом, мононуклеозом и другим болестима.

### Фактори ризика
У факторе који могу повећати ризик од гастропарезе спадају:
- шећерна болест
- хирургија абдомена или једњака
- инфекција, обично вирусима. У многим случајевима, до тренутка када се пацијент јави лекару, вирус је прошао својим током и ниједан дефинитивни агенс се не може идентификовати. Неки вируси су ипак идентификовани; у једној студији 8 од 11 деце је било позитивно на ротавирус. Пролазно успоравање пражњења желуца може се развити након инфекције агенсима сличним парвовирусу и лајмском болешћу. Цитомегаловирус  Епштајн-Бар вирус, вирус варичеле, вируси породице херпеса такође су окарактерисани као изазивачи гастропарезе. Механизам којим вируси изазивају гастропарезу је непознат, иако су вируси из породице херпеса неуротрофни и познато је да захватају желудац.[1]
- лекови који успоравају брзину пражњења желуца. Лекови који могу изазвати гастропарезу приказани су на овој табели:

| Клонидин                                  | Литијум                        |
| Наркотички лек против болова              | Блокатори калцијумових канала  |
| Никотин                                   | Лекови који садрже прогестерон |
| Трициклични антидепресиви                 | Агонисти допамина              |
| Антациди који садрже алуминијум хидроксид |                                |

- склеродермија - болест везивног ткива
- болести нервног система, као што су Паркинсонова болест или мултипла склероза
- неактивна штитна жлезда (хипотиреоза)

Жене имају већу вероватноћу да развију гастропарезу него мушкарци. Једно од могућих објашњење за овај налаз је тај да жене имају инхерентно спорије време пражњења желуца од мушкараца. Предложена је и хормонска веза, јер симптоми гастропарезе имају тенденцију да се погоршају недељу дана пре менструације када су нивои прогестерона највиши.  Ниједна однаведених теорија није дефинитивно доказана.

## Клиничка слика
Симптоми гастропарезе могу бити толико благи да су готово неприметни или пацијент може имати изражено повраћање са потпуним инвалидитетом и честим хоспитализацијама.  
Најчешћи знаци и симптоми гастропарезе укључују:
- мучнину, код 93% пацијената,
- повраћање,  код 68% - 86% пацијената
- надимање и бол у стомаку, код 46% и 89% пацијената,
- осећај ситости након једења само неколико залогаја
- повраћање несварене хране поједене неколико сати раније
- рефлукс киселине
- промене нивоа шећера у крви
- недостатак апетита
- губитак телесне тежине и неухрањеност.

Један важан аспект који не треба занемарити у клиничкој слици је ментално здравље пацијента, јер гастропареза може бити веома фрустрирајући, а анксиозност, депресија и соматизација могу бити директно повезани са озбиљношћу болести.

### Класификација гастропарезе према озбињности, симптом има и терапији
| Озбиљност                             | Симптоми                                                                                 | Третман                                                                              |
| ------------------------------------- | ---------------------------------------------------------------------------------------- | ------------------------------------------------------------------------------------ |
| 1. степен (блага)                     | Повремени симптоми који се лако контролишу, очувана телесна тежина и статуса ухрањености | Модификација исхране, избегавање лекова који изазивају одложено пражњење желуца      |
| 2. степен (компензована)              | Умерено тешки симптоми, ретке хоспитализације                                            | Комбиновани прокинетички и антиеметички лекови                                       |
| 3. степен (гастрична инсуфицијенција) | Тешки симптоми, не реагују на лекове, не могу да одрже исхрану или хидратацију           | Хоспитализација интравенска хидратацију и лекове, ентерална или парентерална исхрана |

Иако већина случајева гастроптозе улази у фазу опоравка у року од 12 месеци од почетних симптома, неки случајеви трају и дуже од 2 године.

## Дијагноза
Лекари користе неколико тестова како би помогли у дијагностици гастропарезе и искључили услове који могу изазвати сличне симптоме. Тестови могу укључивати:

#### Тестови пражњења желуца
Да би утврдили колико брзо желудац празни садржај, може се препоручити један или више ових тестова:
| Тест                 | Опис теста |
| -------------------- | --- |
| Сцинтиграфија        | Ово је најважнији тест који се користи у постављању дијагнозе гастропарезе, који укључује једење лаганог оброка, као што су јаја и тост, који садржи малу количину радиоактивног материјала. Скенер који детектује кретање радиоактивног материјала постављен је преко рбуха како би се пратила брзина којом храна напушта желудац. Пре почетка теста испитаник мора да престанете да узимате све лекове који би могли успорити пражњење желуца. |
| Тест дисања          | За тестове дисања, конзумира се чврста или течна храна која садржи супстанцу коју тело апсорбује, и која се , може открити у издахнутом ваздуху. Узорци издахнутог ваздуха се прикупљају током неколико сати и у њима се мери количина изфахнуте супстанце. Тест може показати колико брзо се празни желудац након конзумирања хране мерењем количине издахнуте тст супстанце.                                                                   |
| Електрогастрографија | Постоје 3 типа кожне електрогастрографије (ЕГГ), врше се и мукозна и серозна електрична мерења: (1) једноканална, мери само фреквенцију (2) ниске резолуције која мери фреквенцију и амплитуду и неке мере пропагације (3) високе резолуције, која мери фреквенцију, амплитуду и прецизније мере пропагације као што су иницирање и провођење желудачних електричних сигнала. Сви они мере различите аспекте електричне активности желудца.      |

#### Ендоскопија горњег гастроинтестиналног тракта (ГИ).
Ендоскопска  процедура се користи за визуелно испитивање горњег дела дигестивног система — једњака, желуца и почетка танког црева (дуоденума). Користи малу камеру на крају дугачке, флексибилне цеви. 
Овај тест се такође може користити за дијагнозу других стања, као што су пептички улкус или хипертрофична стеноза пилоруса, који могу имати симптоме сличне онима код гастропарезе.

### Ултразвук
Ултразвук или ултрасонографија је радиолошки тест који користи звучне таласе високе фреквенције за производњу слика структура унутар пацијентовог тела.
Ултразвук може помоћи и у диференцијалној дијагностици, да се открију евентуални проблеми са жучном кесом или бубрезима који могу узроковати сличне симптоме.

## Диференцијална дијагноза
| Механичка опструкција                      | Нежељени ефекти лекова             |
| ------------------------------------------ | ---------------------------------- |
| Пептички улкус дуденума                    | Болест панкреаса                   |
| Метаболички/хормонски поремећаји           | Постоперативно стање               |
| Трудноћа                                   | Стрес                              |
| Примарна болест централног нервног система | Канцер желуца                      |
| Болест жучних канала                       | Гастроезофагеална рефлуксна болест |
| Булимија (самоизазвано повраћање)          | Синдром цикличког повраћања        |
| Руминациони синдром                        | Паркинсонова болест                |
| Поремећаји васкуларног система колагена    |                                    |

## Компликације
Гастропареза може изазвати неколико компликација, као што су:
| Компликација                                      | Опис |
| ------------------------------------------------- | --- |
| Тешка дехидрација                                 | Узрок ове компликације је стално повраћање. |
| Неухрањеност                                      | Слаб апетит може бити узрок недовољног уноса калорија или нарушене апсорбције хранљивих материја због сталног повраћања. |
| Накупљање несварена и стврднуте хране у желудсцу. | Несварена храна у желудцу може да се стврдне у чврсту масу (безоар). Безоари могу изазвати мучнину и повраћање и могу бити опасни по живот ако спрече храну да пређе у танко црево. |
| Непредвидиве промене ниво шећера у крви           | Иако гастропареза не изазива шећерну болест, честе промене у брзини и количини хране која прелази у танко црево могу изазвати неуједначене промене нивоа шећера у крви. Ове варијације шећера у крви погоршавају шећерну болест. Такође, лоша контрола нивоа шећера у крви погоршава гастропарезу. |
| Умањен квалитет живота                            | Симптоми одложеног пражњењења желудца могу пацијенту отежати нофрмалан свакодневни рад и обављање других обавеза. |

## Терапија
Терапија гастропарезе се заснива на:
- регулацији центара за гастропарезу
- хидратацији,
- манипулацији исхраном,
- суплементацији у исхрани,
- фармаколошкој терапији након гастродуоденалне или системске болести,
- искључивању штетних лекова из терапије,
- едукацији пацојената,  која доводи до бржег упућивања у њихову болест и стога бржег лечења пацијената, што заузврат побољшава њихово здравље и квалитет живота, а самим тим и смањује трошкове здравствене заштите.[1]

Нутритивна подршка код гастропарезе почиње подстицањем оброка мањег обима, са ниским садржајем масти и мало влакана, и ако је потребно, течним калоријским суплементима. Пацијентима се препоручује да пију најмање 1 литар течности дневно у облику воде, воћних сокова или других напитака са ниским садржајем масти. 
Дијета за гастропарезу
| Млеко и млечни производи | Ниједно | Све |                       |         |     |
| Поврће                   | Ниједно | Све |                       |         |     |
| Воће                     | Ниједно | Све |                       |         |     |
| Хлебови и житарице       | Обични слани крекери | Сви остали | Месо и замене за месо | Ниједно | Све |
| Масти и уља              | Ниједно | Све |                       |         |     |
| Пића                     | Безалкохолна пића (полако пијуцкати током дана) | Сва остала |                       |         |     |
| Супе                     | Конзуме и бујон без масти | Све остале |                       |         |     |
| 2 група хране            | | |                       |         |     |
| Група                    | Препоручује се | Избегавати |                       |         |     |
| Млеко и млечни производи | Обрано млеко, производи направљени од обраног млека, немасни јогурт, ниско-масни сиреви                                                                              | Производи од пуномасног млека, кремови (кисели, лагани, тешки, шлаг), пола-пола |                       |         |     |
| Супе                     | Конзум и бујон без масти, супе од обраног млека и супе без масти које садрже тестенину или резанце и дозвољено поврће                                                | Супе направљене од кајмака, пуномасног млека или чорбе које садрже масноће |                       |         |     |
| Хлебови и житарице       | Хлеб и житарице, пшенични тост, тестенина, бели пиринач, резанци са јајима, крекери са ниским садржајем масти                                                        | Овсена каша; пиринач од целог зрна, житарице, хлеб |                       |         |     |
| Месо и замене за месо    | Јаја, путер од кикирикија (максимално 2 кашике дневно) | Говедина; живина; риба; свињски производи; сушени пасуљ, грашак и сочиво |                       |         |     |
| Поврће                   | Сок од поврћа (парадајз, В-8); добро кувано поврће без коре (тиква од жира, цвекла, шаргарепа, печурке, кромпир, спанаћ, летња тиквица, процеђени парадајз сос)      | Сво сирово поврће; кувано поврће са кожом; пасуљ (зелени, восак, лима), броколи, прокулице, купус, карфиол, целер, кукуруз, патлиџан, лук, грашак, паприка, махуне грашка, кисели купус, репа, водени кестени, тиквице  |                       |         |     |
| Воће                     | Сок од јабуке, сок од бруснице, сок од грожђа, ананас, сок од шљива, конзервирано воће без коре (сос од јабуке, брескве, крушке)                                     | Сокови од цитруса, сво свеже и сушено воће, воће у конзерви са корицама (кајсије, трешње, боровнице, воћни коктел, поморанџе, грејпфрут, ананас, шљиве, хурмашице)                                                      |                       |         |     |
| Масти и уља              | Било која врста масти, али само у малим количинама | Ниједан |                       |         |     |
| Слаткиши и десерти а     | Тврде бомбоне, карамеле, пудинзи и креме од обраног млека, смрзнутог јогурта, воћног леда, желатина, леденог млека, желеа, меда, сирупа                              | Десерти са високим садржајем масти (торте, пите, колачићи, пецива, сладолед), воћне конзерве |                       |         |     |
| Пића                     | Безалкохолна пића а (полако пијуцкају током дана) | Сви остали, осим дозвољених сокова |                       |         |     |
| 3 група хране            | | |                       |         |     |
| Млеко и млечни производи | Обрано млеко, производи направљени од обраног млека, немасни јогурт, ниско-масни сиреви                                                                              | Производи од пуномасног млека, креме (кисели, лагани, тешки, шлаг), пола-пола |                       |         |     |
| Супе                     | Конзум и бујон без масти, супе од обраног млека и супе без масти које садрже тестенину или резанце и дозвољено поврће                                                | Супе направљене од кајмака, пуномасног млека или чорбе које садрже масноће |                       |         |     |
| Воће                     | Воћни сокови, конзервирано воће без коре (сос од јабуке, брескве, крушке)                                                                                            | Сво свеже и сушено воће, конзервирано воће са љуском (кајсије, трешње, шљиве, боровнице, воћни коктел, поморанџе, грејпфрут, ананас, драгун)                                                                            |                       |         |     |
| Месо и замене за месо    | Јаја, путер од кикирикија (2 кашике дневно), живина, риба, немасна млевена говедина                                                                                  | Влакнасто месо (одресци, печење, котлети), сушени пасуљ, грашак, сочиво |                       |         |     |
| Масти и уља              | Било која врста масти, али само у малим количинама | Ниједан |                       |         |     |
| Хлебови и житарице       | Хлеб и житарице, пшенични крем, тестенина, бели пиринач, резанци са јајима, крекери са ниским садржајем масти                                                        | Овсена каша; пиринач од целог зрна, житарице, хлеб |                       |         |     |
| Поврће                   | Сокови од поврћа (парадајз, В-8), добро кувано поврће без коре (тиква од жира, цвекла, шаргарепа, печурке, кромпир, спанаћ, летњи квас, процеђени парадајз сос, јам) | Све сирово поврће; кувано поврће са љуском: пасуљ (зелени, восак, лима), броколи, прокулица, купус, карфиол, целер, кукуруз, патлиџан, лук, грашак, паприка, махуне грашка, кисели купус, репа, водени кестени, тиквице |                       |         |     |
| Слаткиши и десерти       | Тврде бомбоне, карамеле, пудинги и креме од обраног млека, смрзнутог јогурта, воћног леда, желатина, леденог млека, желеа, меда, сирупа                              | Десерти са високим садржајем масти (торте, пите, колачићи, пецива, сладолед), воћне конзерве |                       |         |     |
| Пића                     | Безалкохолна пића а (полако пијуцка током дана), кафа, чај, вода (напомена: некалорична пића треба ограничити ако пацијент не може да одржи адекватан унос калорија) | |                       |         |     |

Током периода акутне декомпензације, интравенска хидратација може бити неопходна. Јејуналепрувете за храњење се могу користити ноћу да допуне дневни унос и да осигурају да се лекови у потпуности апсорбују. Ове епрувете треба поставити или лапароскопијом или мини -лапаротомијом. 
Улога декомпресије перкутаном ендоскопском гастростомијом (ПЕГ) се не примењује у гастропарези осим ако није праћена дилатацијом танког црева. Постављање перкутане ендоскопске јејуностомије (ПЕЈ) се не препоручује код пацијената који често повраћа. 
Парентералну исхрану треба користити само накратко током хоспитализације и не треба је подстицати или одржавати у амбулантним условима са дијагнозом самогастропареза, због озбиљних компликација повезаних са њеном употребом.
Друге терапије укључују алтернативну медицину као што су акупресура, акустимулацију, ђумбир (кинески лек за мучнину и повраћање) и технике опуштања, посебно усмерене на опуштање фундуса желуца.

## Трошкови лечења
Недавни извештај процењује трошкове стационарног лечења пацијенте са тешким обликом болести и до 7.000 УСД месечно, са просечним боравком у болници од 24 дана годишње.

## Прогноза
Прогноза гастропарезе је добра, иако у неким случајевима симптоми болести могу потрајати године до потпуног опоравка. А до опоравка овај компликовани поремећај са нејасном патогенезом и уским могућностима лечења,  значајно утиче на квалитет живота пацијената.